# 小矢部市営バス
小矢部市営バス（おやべしえいバス）は、富山県小矢部市が経営するバス（コミュニティバス）である。
石動タクシーに運行委託されている。

## 車両
- マイクロバス2台
- ワゴン3台

## 路線
- 津沢線(石動駅発奇数便、津沢あんどんふれあい会館発偶数便)=石動駅北口または南口→ピアゴ前→茄子島→保健福祉センター→花水木前→JA本店・東部支店口→北陸中央病院→下後亟→水島→コミュニティプラザ→津沢あんどんふれあい会館→となみ野高校前→南部公民館前→蓑輪口→コミュニティプラザ→JA南部支店前→水島→(往路と同じ)→石動駅北口または南口

☆第2便＝津沢あんどんふれあい会館→石動駅南口。北陸中央病院・ピアゴ前は経由せず。
☆第3～4便＝石動駅南口→津沢あんどんふれあい会館→石動駅北口。往路のみ、ピアゴ前は経由せず。
☆第5～6便＝石動駅北口→津沢あんどんふれあい会館→蓑輪口。
☆第8便＝津沢あんどんふれあい会館→石動駅北口。
☆第9～10便＝石動駅北口→津沢あんどんふれあい会館→石動駅北口。
☆第11～12便＝石動駅南口→津沢あんどんふれあい会館→蓑輪口。
※第1・7便は、回送
- 正得線(石動駅南口発奇数便、七社発偶数便)＝石動駅南口→ピアゴ前→茄子島→保健福祉センター→花水木前→JA本店・東部支店口→北陸中央病院→下中→七社-正得公民館前→大谷小学校前→北陸中央病院→(往路と同じ)→石動駅北口または南口

☆第2便＝七社→石動駅南口。北陸中央病院・ピアゴ前は経由せず。
☆第3～4便＝石動駅南口→七社→北陸中央病院。ピアゴ前は経由せず。
☆第6便＝七社→石動駅北口。
☆第7～8便＝石動駅南口→七社→大谷小学校前。
※第1・5便は、回送。
- 蟹谷線(石動駅発奇数便、コミュニティプラザ発偶数便)＝石動駅北口または南口～埴生～末友～藤森～(往路のみJA南部支店前)～コミュニティプラザ
- ☆第2便＝コミュニティプラザ→石動駅南口。

☆第3・7便＝石動駅南口→コミュニティプラザ。
☆第5～6便＝石動駅北口→コミュニティプラザ→石動駅北口。※第1・4・8便は、回送。
- 南谷線(石動駅北口発第3便と、嘉例谷発第2便のみ運行)＝石動駅北口～南谷公民館～道坪野～論田～岩尾滝～荒間～嘉例谷

※第1・4便は、回送。
- 宮島線(石動駅北口発奇数便、森屋発偶数便)＝石動駅北口～市民交流プラザ口～アルビス小矢部店～東部公民館前～道の駅メルヘンおやべ～田川～清楽園前～宮須口～了輪～宮島温泉～森屋
  - ☆第2便＝スクールバス便。宮島温泉→森屋→了輪-宮島駐在所前→東部小学校→市民交流プラザ口→石動駅北口。東部小学校休み期間は、運休。
  - ☆第3～4便＝石動駅北口→森屋→石動駅北口。
  - ☆第5便＝石動駅北口→森屋。
  - ※第1・6便は、回送。

※全路線、平日のみ運行。12月31日～1月3日は、運休。